# Nde-Nsele-Nta jezik
Nde-nsele-nta jezik (ISO 639-3: ndd), nigersko-kongoanski jezik kojim govori 19 500 ljudi (1987) u nigerijskoj državi Cross River. Postoje tri dijalekta i plemena po kojima je dobio ime, to su nde (12 000; ekamtulufu, mbenkpe, udom, mbofon, befon), nsele (3 000) i nta (4 500; atam, afunatam).
Pripada južnobantoidnoj podskupini ekoid. 

## Vanjske poveznice
- Ethnologue (14th)
- Ethnologue (15th)